# Francisco Trois
Francisco Trois (Canoas, Brasil; 3 de septiembre de 1946-16 de septiembre de 2020) fue un maestro internacional y árbitro internacional de ajedrez brasileño.

## Competiciones
En 1978, ganó el Torneo Zonal Sudamericano en Tramandaí, Brasil, y se clasificó para el Interzonal de 1979 en Riga, en el que finalizó con 2 victorias, 6 tablas y 9 derrotas. Sus dos victorias en el Interzonal fueron ante Florin Gheorghiu y Gennadi Kuzmin. Representó a Brasil en las Olimpiadas de Ajedrez de 1972, 1978 y 1982.